# Fuerzas Navales Especiales Japonesas
Las Fuerzas Navales Especiales Japonesas (海軍特別陸戦隊 Kaigun Tokubetsu Rikusentai) fueron la infantería de marina de la Armada Imperial Japonesa. Pertenecían a las tropas terrestres del Imperio del Japón e intervinieron en la segunda guerra sino-japonesa y la Segunda Guerra Mundial.

## Historia

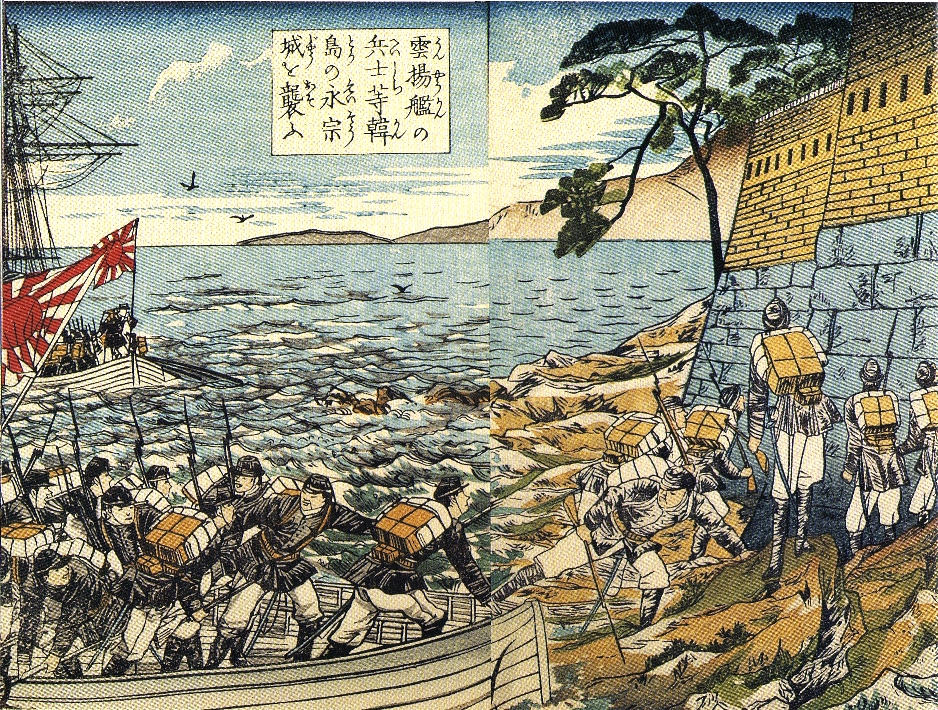
Desembarco de la infantería de marina japonesa en la isla Ganghwa, Corea, en el incidente de esta isla en 1875.

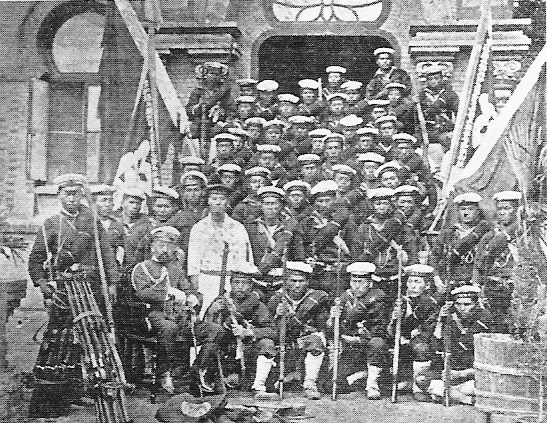
La infantería de marina japonesa sirvió bajo mando del comandante británico Edward Hobart Seymour durante el Levantamiento de los bóxers en China en 1905.

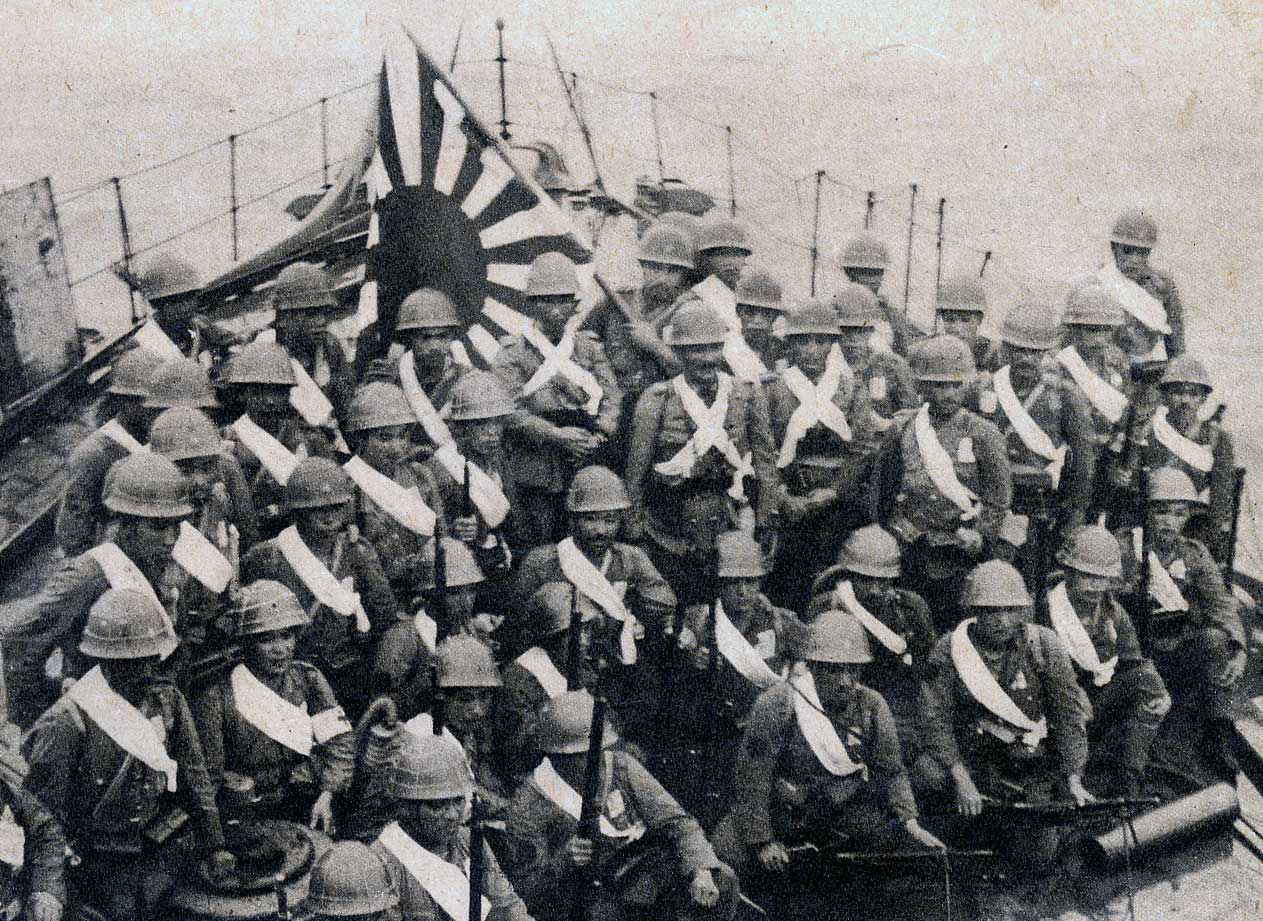
Infantes de marina japoneses durante el ataque a la ciudad prefectura china de Anqing, el 11 de junio de 1938.

Antes de la década de 1920, la Armada Imperial Japonesa no poseía un cuerpo de infantería de marina. Para suplir esta carencias contaban con tripulaciones de buques que recibían un entrenamiento de infantería como parte de su entrenamiento básico para misiones especiales, que eran conocidas como fuerzas navales de desembarco o rikusentai .
Fue ya en los últimos años de esta década cuando la Armada japonesa desarrollo el cuerpo de fuerzas navales especiales de desembarco como parte de sus regimientos. Estas tropas estaban situadas en las principales bases navales: Kure, Maizuru, Sasebo, y Yokosuka de las que recibían el nombre.                              
Estas tropas empezaron a funcionar en China en el 28 de enero de 1932 en la batalla de Shanghái e intervinieron en las operaciones navales a lo largo de la costa china y cerca del río Yangtze y sus afluentes durante la segunda guerra sino-japonesa.
Otras FNEJ fueron desarrolladas posteriormente como parte del personal de la Armada Imperial Japonesa en China, en Hankow y en Shanghái para servir en Cantón en el río Yatgtze. Ya en 1941, la Armada Imperial Japonesa contaba con 16 destacamentos de FNEJ que se incrementaron a 21 durante la Segunda Guerra Mundial. Inicialmente contaban con 1200 soldados de los cuales tan solo 650 sobrevivieron a la guerra. También se produjo una escisión en la zona de Kwantug, donde una parte de las FNEJ se guarnecieron en los puertos de Dairen y Ryojun. En diciembre de 1941, una partida improvisada llamada "Fuerzas Navales Especiales japonesas Amatsukaze", compuesta por 30 hombres de los cruceros Jintsu y del destructor Kuroshio desembarcaron en Dávao para liberar a 29 civiles japoneses internados por los filipinos. Otra unidad similar las "Fuerzas Navales Especiales japonesas Bandasan" con 60 hombres procedentes de los mismos buques incursionaron en otros dos lugares liberando 435 civiles japoneses. Sin embargo, esas no fueron fuerzas especiales del Rikusentai, sino un ensamblaje no planificado con marineros para realizar el rescate de los civiles cuando el comandante del Jintsu se enteró de que estaban prisioneros.[cita requerida]
En 1941 las 1.ª, 2.ª y 3.ª guarniciones FNEJ de Yokosuka fueron convertidos en regimientos de paracaidismo. Su número de tropas era superior al de paracaidistas japoneses durante la Segunda Guerra Mundial. Los paracaidistas de las FNEJ fueron usados con gran éxito durante el ataque a las Célebes, siendo muy apreciados por el gobierno imperial japonés.
Las FNEJ originales eran tropas bien entrenadas, de buena calidad y gran moral en comparación con las tropas enemigas desplegadas en el sudeste asiático. Pero por otro lado cuando se enfrentaron con la resistencia como en la invasión de Timor o en la batalla de la Bahía de Milne en 1940, a menudo sufrieron grandes bajas debido a su espíritu incansable de lucha y a su terquedad a la hora de rendirse. Cuando se quedaban sin municiones, solían luchar con sus espadas o con sus propios puños. También fueron responsables de la masacre de Manila durante la invasión de los aliados a las Filipinas en febrero de 1945, donde 10.000 infantes de marina de las FNEJ al mando del vicealmirante Sanji Iwabuchi, se quedaron para luchar contra las tropas estadounidenses y filipinas.
En la última batalla conocida en 1943, 2619 hombres del sétimo regimiento de Sasebo y 2000 del personal de la base causaron más de 3000 bajas a los Marines estadounidense en la batalla de Tarawa.
El Ejército Imperial Japonés también desarrolló unas unidades anfibias, denominadas Brigadas de desembarco. Estas 3500 brigadas fueron usadas para el asalto y guarnición de islas.

## Unidades de las FNEJ

### Unidades de infantería
Base naval de Kure
- 1.º regimiento FNEJ de Kure en el distrito naval Hainan, tercera flota en China
- 2.º regimiento FNEJ de Kure
- 3.º regimiento FNEJ de Kure
- 4.º regimiento FNEJ de Kure
- 5.º regimiento FNEJ de Kure
- 6.º regimiento FNEJ de Kure
- 7.º regimiento FNEJ de Kure

Base Naval de Maizuru
- 1.º regimiento FNEJ de Maizuru
- 2.º regimiento FNEJ de Maizuru
- 3.º regimiento FNEJ de Maizuru
- 4.º regimiento FNEJ de Maizuru
- 5.º regimiento FNEJ de Maizuru

Base Naval de Sasebo
- 1.º regimiento FNEJ de Sasebo en el distrito naval Hainan, tercera flota en China
- 2.º regimiento FNEJ de Sasebo
- 3.º regimiento FNEJ de Sasebo
- 4.º regimiento FNEJ de Sasebo
- 5.º regimiento FNEJ de Sasebo
- 6.º regimiento FNEJ de Sasebo
- 7.º regimiento FNEJ de Sasebo
- 8.º regimiento FNEJ de Sasebo en la base naval de Shanghái (operado por el río Yangtze, China)
- Regimiento combinado de FNEJ (1.er y 2.º regimientos de las FNEJ de Sasebo)

Base Naval de Yokosuka
- 1.º regimiento FNEJ de Yokosuka
- 2.º regimiento FNEJ de Yokosuka
- 3.º regimiento FNEJ de Yokosuka
- 4.º regimiento FNEJ de Yokosuka
- 5.º regimiento FNEJ de Yokosuka
- 6.º regimiento FNEJ de Yokosuka
- 7.º regimiento FNEJ de Yokosuka

### Destacamentos especiales de guardia
- FNEJ de Ryojun: guardia naval especial destacada en el puerto de Ryojun, perteneciendo Kwantung al Distrito de la Guardia de Ryojun.
- FNEJ de Shanghái (746 marines): guardia naval especial con sede en el puerto de Shanghái, China, pertenecía a la flota destinada en China. Más tarde se fusionaron en la Base de Fuerzas Especiales de Cantón, con sede en Guangzhou.
- FNEJ del Yangtze: escuadrón especial que operaba a lo largo del río Yangtze perteneciente a la primera flota destinada en China.
- FNEJ de Hankow : guardia naval especial basado en los puertos de Hankow y Wuchang, parte de la División Fluvial Media encuadrada en la Flota del Yangtze y la primera flota destinada en China.
- FNEJ de Cantón: guardia naval especial independiente de las FNEJ del puerto de Guangzhou.

### Unidades de paracaidismo de las FNEJ
Base Naval de Yokosuka
- 1.er Regimiento FNEJ de Yokosuka: Se disolvió después de completar sus operaciones en las islas Célebes.
- 3.er Regimiento FNEJ de Yokosuka: Más tarde absorbido en el 1.er regimiento FNEJ de Yokosuka.

### Unidades de formación de las FNEJ
- Centros de formación de infantería: Las bases de Kure, Maizuru, Sasebo y Yokosuka eran los principales centros de formación de infantería.

- Escuela de paracaidistas de las FNEJ: Numerosos reclutas fueron entrenados en la base de entrenamiento de paracaidistas del Ejército y la Armada, en la llanura de Kanto.

- Escuela de tanques de las FNEJ: Creada en la escuela de artillería del Ejército Imperial Japonés de Tateyama, que estaba al otro lado de Tokio, en la península de Boso.

- Escuela de tanques anfibios de las FNEJ: Establecida en Nasakejima en 1943 sus unidades fueron primero enviadas a Rabaul (Nueva Guinea) y las Islas Marshall, en octubre del mismo año.

## Uniformes de las FNEJ[2]
A bordo de los buques, los marines de las FNEJ llevaban sus uniformes típicos azules o blancos de la Armada Imperial Japonesa. En tierra vestían un uniforme similar al del Ejército Imperial Japonés. El uniforme de tierra consistía en una única túnica verde abotonada con un cuello con tres botones en la parte delantera. Normalmente vestían este un uniforme con el cuello abierto, los oficiales llevaban a su vez una camisa y una corbata. La corbata era originalmente azul oscuro pero posteriormente fue sustituida por una verde. Se usaban habitualmente pantalones largos de color verde con polainas de lana. Todos, excepto las tropas de caballería (que llevaban botas altas de cuero), llevaban este uniforme con botas de piel de caballo, piel de cerdo o cuero.
Los paracaidistas de las FNEJ llevaban dos tipos de uniforme hechos con seda antidesgarros de trozos de paracaídas, con bandoleras y bolsillos de carga a los costados de los pantalones, los cuales estaban mejor diseñados que el resto de los modelos de la época.
Originalmente la insignia de rango verde era llevada únicamente por los oficiales de las FNEJ en los hombros del uniforme mientras que los reclutas vestían insignias de rango redondas verdes y rojas en la parte superior de las mangas. Posteriormente se adoptó el cuello negro típico de la marina japonesa para los oficiales mientras que el de los reclutas fue sustituido por uno rojo con calificaciones azules redondas.
Los botines tenían suelas de cuero o de goma, claveteadas con remaches. Cuando los marines se encontraban fuera de servicio, solían llevar tabis. Bajo la túnica se solía llevar una camisa de lana o de algodón sin cuello de color blanco, gris o verde oscuro. Esta tenía uno o dos bolsillos con botones o solapas en el pecho, aunque la mayoría contaba con un único bolsillo. También era habitual el uso en climas cálidos de una camisa de algodón de color caqui con dos bolsillos delanteros la cual se podía vestir con o sin túnica.
Los uniformes no eran normalmente entregados a los oficiales, por lo que debían adquirirlos ellos. Esto causó que existiera una gran variedad en los detalles, el color y la textura con colores que variaban desde el verde pálido hasta el verde oscuro. Los cuellos eran rígidos y de una calidad superior que el de los reclutas. Más tarde todos los rangos llevaban una única versión de la camisa M98 del Ejército Imperial Japonés. Los oficiales podían llevar pantalones rectos con sus uniformes M98 como un uniforme informal.

## Cascos
El casco Adrian fue sustituido por el Tipo 2 Naval y más adelante por el Tipo 3. Ambos eran variantes del Tipo 92 (1932) del Ejército Imperial Japonés. Se le llamó oficialmente tetsubo (tapa de acero), pero fue llamado tetsukabuto (casco de acero) por las tropas. Tenía forma de cúpula con un borde corto de forma acampanada. Este casco estaba hecho a partir de una delgada chapa de acero al cromo-molibdeno, que demostró ser muy frágil, siendo fácilmente perforado por balas o esquirlas. El Tipo 3 era incluso más delgado y más barato que el Tipo 2. A veces eran pintados de blanco para las misiones de invierno. El casco era asegurado a la cabeza por un conjunto de correas que descendían de los kabuto samurái. También se usaron redes para camuflar el casco en el teatro del Sur y la campaña de las islas del Pacífico.
Cascos tropicales: 
- Tipo 90 - era como el casco de corcho, suministrado por las potencias imperiales europeas. Tenía una ventilación de metal en la parte superior, un par de agujeros de ventilación a ambos lados y un barboquejo de cuero marrón. Fue usado principalmente por los oficiales.
- Tipo 92 - Esta fue una versión de acero del Tipo 90. Estaba cubierto por seis segmentos de tela y varias versiones estaban disponibles. Se suministró a todos los rangos. Los oficiales solían llevar una cubierta blanca sobre el suyo. Un casco similar fue posteriormente usado por el VietCong.

## Armas de las FNEJ

### Armas pesadas
- Cañones de 75 mm
- Cañón de Batallón Tipo 92 70 mm
- Cañones navales de 3 pulgadas (76 mm), montados sobre afustes con ruedas
- Mortero de Infantería Tipo 97 81 mm
- Cañón de Infantería Tipo 11 37 mm
- Cañón antitanque Tipo 94 37 mm
- Cañón antitanque Tipo 1 37 mm
- Cañón antitanque Tipo 1 47 mm
- Ametralladora Tipo 93 13,2 mm
- Cañón automático Tipo 96 25 mm, adaptado para su uso en tierra

### Vehículos blindados y tanques
- Tanqueta naval Tipo 88 (Carden-Loyd Mk.VI)
- Tanque medio Tipo 89 Chi-Ro
- Tanque ligero Tipo 95 Ha-Go
- Tanque medio Tipo 97 "Shinhoto Chi-Ha"
- Cañón autopropulsado de 120 mm, con caña corta
- Tanque anfibio Tipo 2 "Ka-Mi"
- Tanque anfibio Tipo 3 "Ka-Chi"
- Tanque anfibio Tipo 5 "To-Ku"

### Vehículos blindados
- Automóvil blindado pesado Tipo 92
- Automóvil blindado Hokoku
- Automóvil blindado Tipo 2593 Osaka Hokoku-Go
- TBP anfibio Tipo 4 "Ka-Tsu"

### Camiones anfibios y camiones terrestres
- Vehículo de reconocimiento Tipo 95 Kurogane
- Camión anfibio Toyota "Su-Ki"

### Armas de infantería
- Ametralladoras Tipo 92 con bípodes
- Ametralladora pesada Tipo 93 13,2 mm
- Ametralladora pesada Tipo 3
- Ametralladora pesada Tipo 92
- Fusiles Arisaka
- Fusil Tipo 35
- Fusil Tipo I
- Pistolas Nambu Tipo 14, Nambu Tipo 94 y revólveres Tipo 26
- Subfusiles MP18 y MP28
- Subfusil Tipo 100
- Pistola ametralladora Tipo 2
- Granadas de mano Tipo 10, Tipo 91, Tipo 97 y Tipo 99
- Lanzagranadas Tipo 10 y Tipo 89
- Bocacha lanzagranadas Tipo 2
- Armas antitanque ligeras
- Lanzallamas
- Espadas militares
- Bayoneta Tipo 30